# Mazelaegi
El cordal de Mazelaegi (pronunciado en castellano como "Mazelaegui") o sierra de Muskiritzu, también conocido como por cordal de Irukurutzeta por ser está una de las cumbres que le ponen límite y en Placencia de las Armas como Mendigaina, se extiende entre los valles de los ríos Urola y Deva en la parte oeste de la provincia de Guipúzcoa en el País Vasco, España. Se extiende desde el monte Irukurutzeta, cuya punta más elevada, Kurutzebakar tiene 902 metros de altitud, hasta el monte Karakate de 749 m s. n. m., pasando por los territorios municipales de Vergara, Azpeitia, Placencia de las Armas, Elgóibar y Anzuola. A lo largo del mismo se extiende la Estación Megalítica Placencia-Elosua o Ruta de los Dólmenes, conjunto megalítico considerado como Bien Cultural, que tiene cerca de 19 monumentos de la época de Eneolítico-Edad del Bronce.
La cordal tiene una orientación sureste y se mantiene de forma muy regular, en torno a los 800 m s. n. m. Se inicia en el monte Karakate de 749 m s. n. m. y pasa por la elevación del Atxolin donde alcanza los 848 m s. n. m. para llegar a la triple cumbre del Irukurutzeta. Entre las cimas de Kerexeta goegia y Elosumendi o Pol-pol de 885 m s. n. m. se abre el collado Kerexeta. Seguido al Elosumendi se encuentra el Agerreburu, también llamado Sorusaitza, de 857 m s. n. m. y de allí se baja al collado de Elosua que se encuentra a 686 m s. n. m. de donde se desvía al este, dejando abajo el valle de Anzuola, para seguir con las cimas de Itxumendi de 725 m s. n. m. Gorla de 668 m s. n. m. y Trekutz de 713 m s. n. m. y llegar al Irimo de 896 m s. n. m.
En el pico Irukurutzeta se ubica el vértice geodésico número 6340 que señala una altitud de 897,496 metros.
Las cumbres superiores marcan el límite entre Placencia de las Armas y Elgóibar, luego entre Vergara y Azcoitia. El ramal de la sierra que baja al monte Zabala en Aizpuru marca el límite entre Placencia de las Armas y Vergara.Tiene una estructura geológica formada por materiales provenientes de erupciones volcánicas submarinas como son las lavas almohadilladas, también llamadas Pillow-Lavas y rocas volcánicas, aunque al oeste predominan las calizas arenosas,  margas y margocalizas. El paisaje está conformado por el uso tradicional proveniente del desarrollo del caserío, la explotación forestal de coníferas, fundamentalmente el pino insigne, bosques de hayas además del pasto, el helecho, la argoma y el brezo. La cordal está marcada como un sedero de pequeño recorrido con la denominación PR-Gi 94 y está calificada como un recorrido de dificultad baja y desnivel reducido. El área está declarada como Área de Interés Naturalístico en las Directrices de Ordenación del Territorio y como Zona de Protección Arqueológica.

## El nombre
La denominación Muskiritzu o Muskuritzu se recoge en varios documentos que tratan sobre los límites municipales y su definición y amojonaiento. En un documento fechado el 23 de septiembre de 1506 se dice: 

En Musquirisu... de Yturbe junto con una peyna que es el fin de dicha heredad... en un lugar llamado por su nombre Baraçaeta,... las tierras de Aguinaga y Areyçabalaga... al final del camino real que lleva de la dicha casa de Aguinaga a las dos villas d'Elgoybar y Plazençia... la gran penna que está en medio del río a la derecha del sobre dicho mójón, la que quedase e fin/case por mójón trerero para syenpre gámás...

En 1922 Julio de Urquijo publica un estudio sobre la obra El canto de Lelo de Juan Antonio Moguel en la que Moguel dice que el término Mosquirichu vendría de la corrupción de los términos latinos Mons quiritum (en castellano ‘La montaña gritó’) y podría deberse a que los romanos entraran por Deva y subieran a la montaña y le dieran ese nombre. Esta hipótesis de Moguel es totalmente inverosímil desde el punto de vista de la lingüística histórica. El año 2016 se encontraron los restos de un campamento romano en la cumbre de Karakate, pero este hecho no añade ninguna verosimilitud a la hipótesis.[cita requerida]

## Cumbres
Las montañas que componen la cordillera de Mazelaegi son:

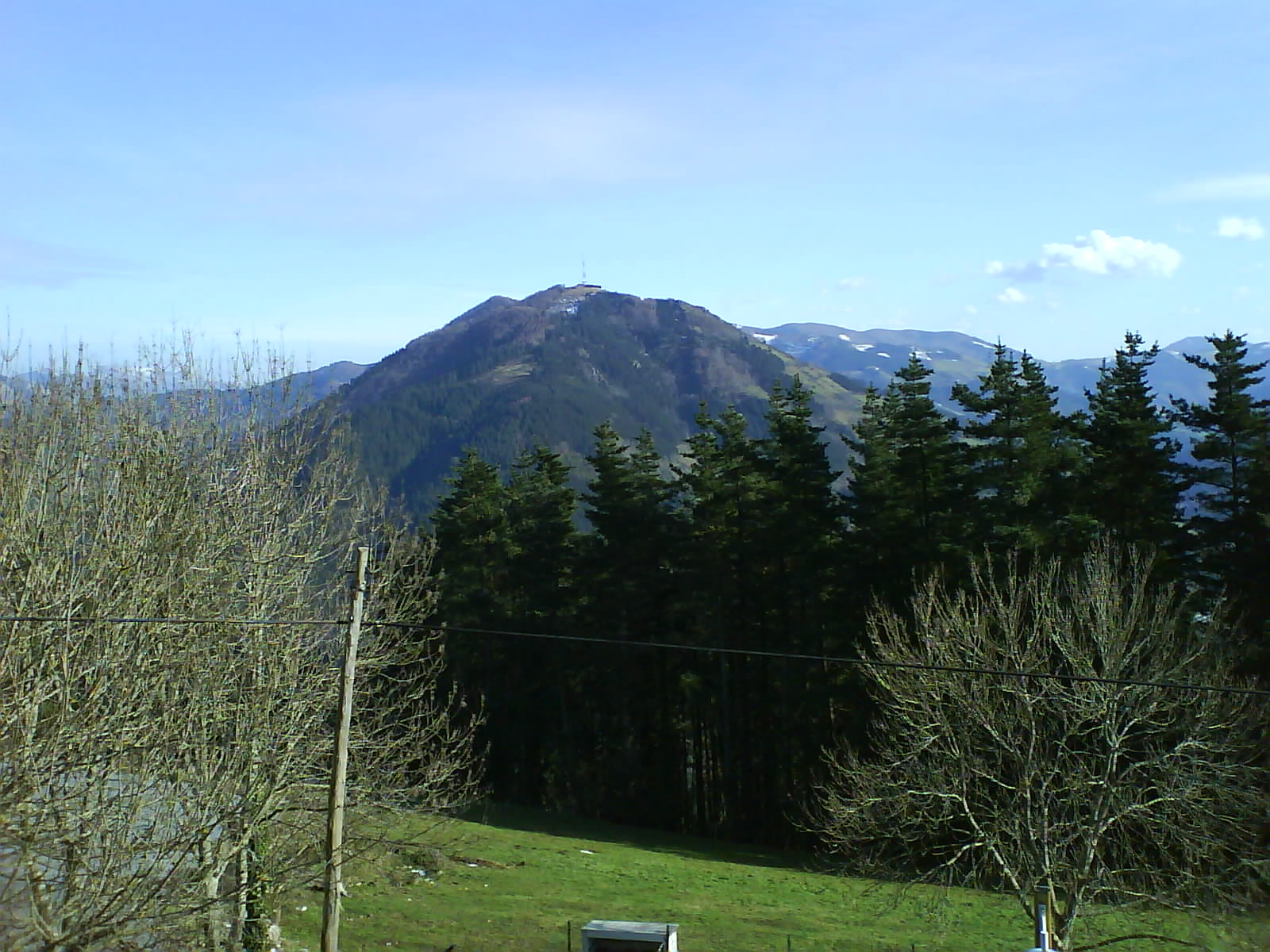
Vista de Karakate, desde Arrate, al fondo a la izquierda la cumbre de Irukurutzeta.

- Kurutzebakarra, 902 m s. n. m., es una sub-cumbre de las tres que conforman el Irukurutzeta, , límite entre Placencia de las Armas, Vergara y Elgóibar.43°10′34″N 2°22′24″O / 43.1760796, -2.3733769
- Irukurutzeta, 898 m s. n. m., liímite entre Elgóibar y Azcoitia 43°10′35″N 2°22′03″O / 43.1764432, -2.367455
- Irimo, 901 m s. n. m. 43°06′02″N 2°20′15″O / 43.1004444, -2.3375654
- Arrizuri, 889 m s. n. m. 43°06′02″N 2°20′25″O / 43.1004933, -2.3402882
- Elosumendi, 885 m s. n. m., límite entre Vergara y Azcoitia. 43°09′31″N 2°21′53″O / 43.1587245, -2.364698
- Trintxuleku, 869 m s. n. m. 43°06′05″N 2°20′38″O / 43.1012996, -2.3437743
- Agerreburu, 857 m s. n. m. 43°09′07″N 2°21′43″O / 43.1519923, -2.3620742
- Atxolin, 841 m s. n. m., límite entre Placencia y Elgóibar. 43°10′57″N 2°23′09″O / 43.1825131, -2.3857515
- Aizkonako Haitzak, 827 m s. n. m. 43°10′10″N 2°22′36″O / 43.1695688, -2.3766052
- Leiopago, 827 m s. n. m. 43°09′57″N 2°21′41″O / 43.1657299, -2.3614023
- Meaka, 825 m s. n. m.43°06′18″N 2°20′55″O / 43.105092, -2.3487357
- Pagomuneta, 769 m s. n. m., límite entre Placencia y Elgóibar. 43°11′14″N 2°23′57″O / 43.1873123, -2.3992647
- Akelarre o Akelarregaña, 763 m s. n. m., limité entre Placencia de las Armas y Elgóibar. 43°11′30″N 2°24′26″O / 43.1916136, -2.4073205
- Karakate, 756 m s. n. m., es el límite Placencia de las Armas y Elgóibar, en un extremo hay una cruz levantada en 1954 y en la cima una instalación de antenas. 43°11′32″N 2°24′54″O / 43.1923459, -2.4148823
- Itxumendi, 731 m s. n. m. 43°07′40″N 2°22′26″O / 43.1276997, -2.3739201
- Astobiaga, 717 m s. n. m. 43°06′32″N 2°21′33″O / 43.1089056, -2.3591175
- Pagolagaina, 710 m s. n. m. 43°07′58″N 2°23′20″O / 43.132779, -2.3890159
- Loidi, 701 m s. n. m. 43°07′42″N 2°22′45″O / 43.1282554, -2.3792213
- Urkiri, 662 m s. n. m. 43°11′08″N 2°21′57″O / 43.1856232, -2.3657422
- Tortoa, 632 m s. n. m. 43°06′18″N 2°19′42″O / 43.1049462, -2.3282014
- Boton, 546 m s. n. m. 43°05′25″N 2°21′00″O / 43.0901605, -2.3500857
- Zarrikoategana, 541 m s. n. m. 43°11′30″N 2°21′37″O / 43.1916083, -2.3603635
- Untzon, 517 m s. n. m. 43°11′58″N 2°21′54″O / 43.1993789, -2.3650947
- Munoa, 514 m s. n. m. 43°11′43″N 2°21′46″O / 43.1953222, -2.3626631
- Amezti, 505 m s. n. m. 43°05′24″N 2°19′46″O / 43.0900949, -2.3293466
- Aingelu, 452 m s. n. m. 43°07′33″N 2°24′10″O / 43.1258911, -2.4028166
- Santa Cruz, 433 m s. n. m. 43°06′35″N 2°23′38″O / 43.1097753, -2.3939115
- Aizpekola, 417 m s. n. m. 43°06′44″N 2°24′10″O / 43.1122270, -2.4028966
- Ugasarri o Ugasarrigaña, 415 m s. n. m. 43°06′44″N 2°24′10″O / 43.1122402, -2.4029002
- Kokote, 308 m s. n. m. 43°07′36″N 2°24′48″O / 43.1266951, -2.4131965

- Kurutzazara En el límite entre Bergara y Elgoibar.
- Aizpuru Zabala En el límite entre Soraluze y Bergara.
- Leiopago En el límite entre Bergara y Azkoitia.

## Estación Megalítica Placencia-Elosua
En los 11 km de longitud del cordal de Mazelaegi, desde Karakate hasta Irukurutzeta se han documentado 19 monumentos prehistóricos datados entre el Eneolitico y la Edad del Bronce. Hay siete dólmenes, algunos de ellos son cistas dolménicas, once túmulos y un menhir. Los monumentos han sido vandalizados a lo largo del tiempo, bien en busca de tesoros ocultos en los mismos que se manifestaban en el imaginario popular de la zona, o bien por reaprovechamiento de los materiales usados, las losas que conforman las cámara funerarias, pasillos y las piedras de los túmulos han servido para otras construcciones. Por el Decreto 137/2003, de 24 de junio de 2003, el conjunto fue calificado como un Bien de Interés Cultural, con la categoría de Conjunto Monumental.

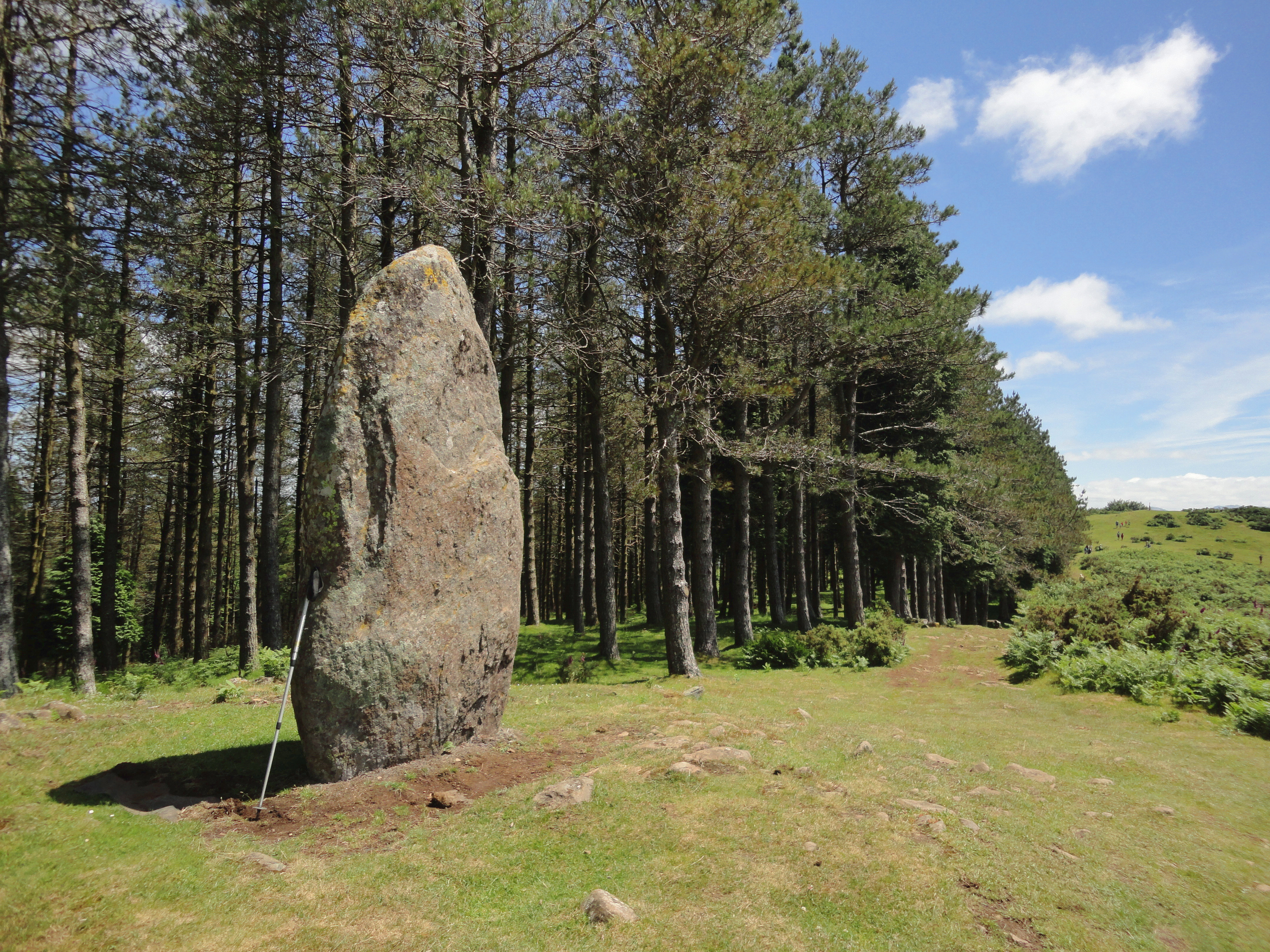
Menhir de Arribiribilleta.

En 1920 José Miguel de Barandiarán hizo una primera identificación de los momentos de la zona y en los dos años siguientes fueron excavados y estudiados por él junto a Telesforo Aranzadi y Enrique Eguren que publicaron sus resultados e 1922. Tras esos estudios se han realizados algunos puntuales y ha aparecido en diversas publicaciones especializadas principalmente en las de Aranzadi, Barandiarán y Eguren en 1922, Barandiarán en 1953, Jesús Elósegui en 1953, Cartas arqueológicas de Gipuzkoa en 1982 y en 1990 y José María Apellániz en 1973.
En la década de 2010 los ayuntamientos de Azcoitia, Vergara, Elgoibar y Placencia de las Armas junto a la Sociedad para el Desarrollo Económico de Debabarrena (DEBEGESA) decidieron poner en valor la denominada "Ruta de los dólmenes", tal como la denominó Barandiarán en 1920, y para ello realizaron el plan de puesta en valor del entorno de Karakate, que incluía, no solo la parte monumental, sino los valores naturales y etnográficos del entorno. Dentro de esta actuación se realizó el estudio, la conservación y la vigilancia de los monumentos megalíticos que ya en 1921 se habían identificado. El Departamento de Arqueología Prehistórica de la Sociedad de Ciencias Aranzadi realizó en estudio y las labores de conservación y documentación pertinentes en las diferentes piezas que conforman el conjunto de la Estación Megalítica. En 2014 se volvió a poner en marcha el proyecto presentado por Aranzadi de realizar excavaciones y catas en la zona Karakate-Pagobakar para encontrar nuevos yacimientos, de hecho se detectaron tres más. En esta serie de acciones se ha llevado a cabo la excavación y estudios y restauraciones de algunos monumentos y sacado conclusiones sobre el proceso de utilización de la zona por sus habitantes de entonces viendo el cambio de costumbres y creencias que se produjo a través del tiempo.
La Ruta de los Dólmenes es el sedero de pequeño recorrido PR-Gi 94 que tiene una longitud de 20 km de los cuales 11 corresponden al cordal Karakate-Iturriberri, un recorrido de dificultad baja y desnivel reducido, el resto son los tramos de acceso desde los tres municipios.

## La ruta de Pequeño Recorrido PR-GI94
El camino de Pequeño Recorrido PR-GI94 es un recorrido de 20 km sobre la cordal de Mazelaegi entre Karakate e Irukurutzeta a una altitud de 800 metros sobre el nivel del mar entre las cuencas del río Deva y el río Urola con excelentes vistas del territorio guipuzcoano teniendo el mar Cantábrico de fondo. De los 20 km de la ruta 11 km discurren por el cordal mientras que el resto son los accesos. El camino, al borde del que se ubican los 19 monumentos megalíticos, discurre entre paisajes de gran valor y belleza entre praderas de hierba, helechos, árgomas y rodeados de bosques.
El acceso a la ruta se puede realizar desde cualquiera de los municipios, especialmente desde Elgoibar y Vergara a puntos medios del camino y desde Placencia de la Armas a la cumbre del monte Karakate, también llamado Muneta, incluso en coche. Hay un servicio de guía que explica las características de 7 monumentos.

### Recorrido
Desde Vergara se accede por el barrio de Elosu siguiendo la carretera GI-3750 hasta el alto de Gorla donde están las áreas de recreo de Iturriberri y Askaburu. La ruta comienza en la segunda cantina situada en la parte derecha de la carretera de donde, por un camino de tierra en pequeña pendiente, se llega hasta la ermita de Santutxu. De allí se pasa por Elosumendi y Pol-pol hacia Irukurutzeta dejando a la derecha el caserío Labeaga y pasando por un camino asfaltado.
Junto a la cima de Sorusitza se encuentra el dolmen de Agerreburu, a unos 100 metros de las antenas de TV. Se desciende unos 30 metros siguiendo un camino a la izquierda que continúa por la parte izquierda de la línea divisoria de la montaña y llega a la zona de Frantses baso donde se encuentra el túmulo de Maurketa. Siguiendo el camino llegamos a unas bordas o chabolas, en la cara noroeste del monte Leiopago encontramos a 400 metros de la cima se sitúa el dolmen de Keixetako-Egia Sur y a 100 metros al norte, el de Keixetako-Egia Norte. Tras un pequeño descenso se llega a una loma donde a unos 300 metros a la izquierda se encuentra la fuente de Pol-pol rodeada de una pequeña área de recreo y, ascendiendo hacia la cumbre de Irukurutzeta, el dolmen Irukurutzeta.
Hacia el oeste, la ruta se dirige a Karakate, a 500 metros se sitúa otra construcción megalítica la de kurtzebakar y a unos 200 metros en dirección suroeste el dolmen de Aizpuruko-Zabala.
El regreso se realiza por la pista que transcurre por la división de los municipios de Vergara y Placencia de las Armas hasta una llanura donde se coge una pista en dirección noreste hasta en lazar con el camino ya recorrido y llegar, de nuevo, a la cantina, el punto de inicio.

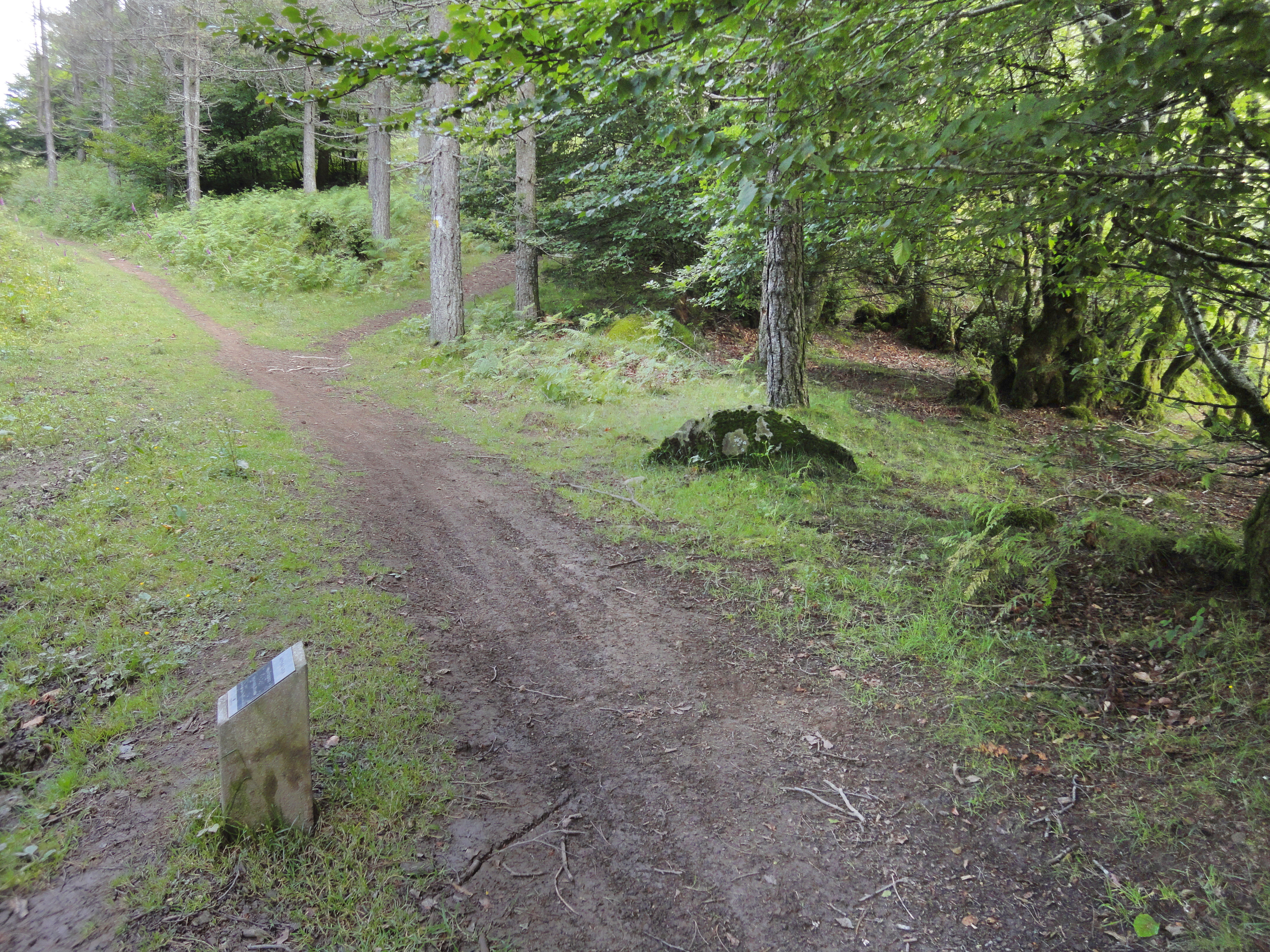
Zona de Frantses baso.

### Información técnica
- Distancia horizontal: 11 km
- Duración: 2h 15 min
- Desnivel subida: 177 m
- Desnivel bajada: 511 m
- Tipo de recorrido: Travesía
- Severidad del medio natural: 2
- Orientación en el itinerario: 1
- Dificultad de desplazamiento: 2
- Cantidad de esfuerzo necesario: 2

- El camino de Pequeño Recorrido PR-GI94 en Wikiloc.

## Ritos, hechos históricos y culturales
A lo largo de la historia y debido a la singularidad del cordal de Mazelaegi se han desarrollado diferentes ritos y leyendas ligadas al conjunto megalítico y a su posición geográfica. Se han celebrado romerías donde se realizaban conjuros para el desarrollo óptimo de las cosechas, hay leyendas de tesoros ocultos en los dólmenes y de monstruos protectores y el lugar ha sido eje de entrada y línea de limitación de ejércitos y guerras. Todo ello ha dejado su huella en él.

### Ritos asociados
Encontramos cruces en Irukurutzeta (literalmente ‘sitio donde hay tres cruces’) y en Pagobedeinkatu. Antiguamente, y desde tiempos inmemoriales, se celebraban romerías en estos lugares, con su obligada misa, en ambos lugares, el domingo siguiente al 3 de septiembre. Al atardecer se realizaba el rito del conjuro, que consistía en que un vecino de Elosúa, montado a caballo, daba tres vueltas alrededor de las cruces de Irukurutzeta y Pagobedeinkatu con el fin de «ahuyentar el pedrisco», asegurando mediante este conjuro el éxito de la cosecha.
Entre las leyendas más populares en Placencia de las Armas se decía que entre Irukurutzeta y Elgoibar había doce cajas llenas de oro, de las que once se hallan ocultas dentro de sendos montículos de piedra y la otra no se sabía donde estaba. También se habla de un monstruo que tenía cuerpo de figura humana, cuernos en la cabeza y piernas de cabra y que entre Pagobedeinkatu y Elgoibar se encuentra alojada una campana llena de oro.
En Irukurutzeta y en Pagobedeinkatu. Antiguamente, y desde tiempos inmemoriales, se celebraban romerías en estos lugares, con su obligada misa, en ambos lugares, el domingo siguiente al 3 de septiembre. Al atardecer se realizaba el rito del conjuro, que consistía en que un vecino de Elosúa, montado a caballo, daba tres vueltas alrededor de las cruces de Irukurutzeta y Pagobedeinkatu con el fin de «ahuyentar el pedrisco», asegurando mediante este conjuro el éxito de la cosecha.

### La romería de Irukurutzeta
La triple cumbre de Irukurutzeta, que se forma por esta cima y las de Kurutzebakar y Kurutzezarra marcan la zona más elevada del cordal de Mazelaegi y es el hito de los términos municipales de Azcoitia, Vergara y Elgóibar. Esta triple cumbre está marcada por una triple cruz de hierro. Cerca de ella se levanta un peñón y un poco más alejado se ubica el menhir de Arribiribilleta. 
La romería se ha venido celebrado el primer domingo de mayo y se realiza en los alrededores de Kurutzezarra. Se estima que su origen está en la peregrinación para conmemorar la festividad de la Santa Cruz que se celebra el 3 de mayo. De las tres cruces que coronan las tres cimas, la más antiguas, como su nombre indica, es la de Kurutzazarra (en castellano ‘cruz vieja’). 
Se dice que uno de los habitantes del caserío Lezarrisoro, caserío situado en el valle de Muskiritsu del barrio de Osintxu de Vergara subía hasta la cima del Irukurutzeta el primer domingo de mayo de cada año luciendo una cruz en la cinta del sombrero. Con él iba mucha gente, y venían cientos de personas de los pueblos de alrededor: gente de Azko, Elgoibar, Osintxu, Placencia… Por la noche se realizaba el ritual del conjuro para asegurar las cosechas. 
En 1955 se dejó de realizar la romería, en los años ochenta del siglo XX se intentó recuperar el evento por parte de las asociaciones Kapirixo de Vergara y Atseden Txaboleta de Placencia de las Armas, pero sin resultado. En el año 2000 recuperó el evento organizándolo conjuntamente la asociación Aittantxaboleta de Placencia y Txurrunbilo de Osintxu. Se mantiene la costumbre de subir la zona y celebrar una misa, tras la cual, a la tarde, se realiza una merienda y con baile y romería. Hay tres fotos de Indalecio Ojanguren, de la romería de 1936, aparecidas en el semanario madrileño Ahora.

#### Hamalau heriotzena(Las Catorce Muertes)
Durante una romería de Irukurutzeta en el siglo XIX se cometieron dos asesinatos que no pudieron ser resueltos. Tiempo después se detuvo a José Larrañaga Juaristi, un asesino en serie, que confesó ser el autor de esas muertes. La historia de este personaje dio lugar la obra Hamalau heriotzena (‘Las Catorce Muertes’ en castellano).
Hamalau heriotzena es una obra escrita en euskera en 1826 y editada ese mismo año que narra la biografía de José Larrañaga Juaristi, un joven de Mendaro nacido en 1801 y ejecutado a garrote vil el 14 de junio de 1826 en una plaza de la capital vizcaína, tras ser detenido y juzgado por el asesinato de los tres miembros de una familia de la finca Altzibar de Echevarria, Vizcaya, cometido en 1825. Durante los interrogatorios Larrañaga reconoció 14 asesinatos, incluidos dos cometidos en la romería de Irukurutzeta y que no habían sido resueltos.
La narración de los hechos y sucesos está contada en primera persona y relata la vida del asesino confeso, José Larrañaga Juaristi, estando ya en prisión a espera de su ejecución. No se conoce al autor, y se acepta que Larrañaga no las escribió él mismo, sino los encargó a alguien que hacía versos, o que algún versolari los realizara por su cuenta. Los versos están escritos con una gran precisión y belleza en las descripciones, realizando una descripción de los hechos precisa en un contexto claramente visible en donde se manifiesta un remordimiento del personaje que parece sincero.
La primera publicación se realizó en 1826 y fue editada en Tolosa por la imprenta de D. Juan Manuel la Lama de la cual Luis Luciano Bonaparte recibió un ejemplar, que mantuvo en su biblioteca personal en Londres hasta que su viuda lo vendió a la Biblioteca Newberry en Chicago alrededor del año 1900. Sobre 1980, la biblioteca de Euskaltzaindia compró una copia microfilmada de todos los textos en verso recopilados por Bonaparte, entre los que se encontraba Hamalau heriotzena y fue puesta a disposición de los investigadores. Se han hecho varias canciones y versiones de la obra; en 1965 la editó Jesús María Leizaola; en 1974 Julen Lekuona cantó y grabó los versos, en el disco Bertso zaharra que editó con Xabier Lete y Antton Valverde; en 1983, Joseba Lakarra, Koldo Biguri y Blanca Urgell también la incluyeron en el libro Romancero vasco: antología y estudio; en el año 2000, el cantaor Morau hace su propia versión, en el disco Amodio domestikoa y en 2019 se hizo un podcast narrado los hecho expuestos en los verso.
- Podcast con Hamalau heriotzena (Las Catorce Muertes) (en euskera)

### Guerra de la Convención
Durante la guerra de la Convención, que se desarrolló entre 1793 y 1795, el frente se detuvo en el cordal de Mazelaegi desde el verano de 1794 hasta el verano de 1795. Las tropas francesas se establecieron en Azpeitia y las españolas, al mando de general Crespo, tenían su campamento en Elosua y Muskiritsu.
En la primavera de 1795 los franceses decidieron romper el frente. Para ello, el 19 de mayo, dos columnas del general Marbot atacaron y capturaron el campamento del general Crespo en Muskiritsu. Gracias a una espesa niebla que cubrió la zona, los españoles ganaron terreno, pero todavía tenían 20 muertos y otros 50 prisioneros.
El general Crespo permaneció fortificado en Elosua otros dos meses, pero el 29 de julio, ante el ataque que preparaban los franceses, partió hacia Gatzagara.

### Guerra civil española
En el transcurso de la guerra civil española de 1936 a 1939, la cordal de Mazelaegi fue el eje de avance de las tropas sublevadas que, después de tomar Irún y San Sebastián el 5 y 13 de septiembre respectivamente, entraron en toda la comarca del Urola avanzando por la cordal hasta Karakate y tomando Placencia de las Armas el 22 de septiembre bajando desde Mazelaegi, por San Andrés llegando hasta el barrio eibarrés de Málzaga donde permaneció hasta la primavera de 1937. Durante este tiempo en el cordal se construyeron varias infraestructuras bélicas como trincheras y parapetos.

### Carrera pedestre Iñaki Ruiz
En el año 2012 la asociación Soraluzeko Mendi Taldea de Placencia de las Armas organizó una carrera pedestre que recorre el cordal de Mazelaegi y que se viene realizando desde entonces. Este evento lleva el nombre de Iñaki Ruiz, montañero placentino fallecido en los Pirineos. El recorrido pasa por todo el cordal cubriendo las cimas más importantes. Tiene en total 21 km de los que dos son sobre asfalto y el resto por pista de montaña. El desnivel positivo realizado es de 1000 metros siendo la elevación más alta la cumbre de Irukurutzeta de 899 m s. n. m. y la más baja Argateburu con 240 m s. n. m.

## El parque eólico de Karakate
El cordal de Mazelaegi estaba entre las 11 zonas identificadas en 1998 por el gobierno vasco para la instalación de parques eólicos en todo el territorio del País Vasco. En 2002 se desarrolló un plan para la instalación de 25 aerogeneradores en los 4 kilómetros entre Karakate e Irukurutzeta. El proyecto obtubo un amplio rechazo social y los ayuntamientos afectados se posicionaron en su contra. Al final fue descartado con el argumento de la afección a la estación megalítica, conjunto monumental protegido.
En 2022 se vuelve a plantear, por una subsidiaria de la empresa Green Capital Power, la construcción de una estación eólica que constaría de dos grandes aerogeneradores de 4,8 MW de potencia con torres de 100 metros, palas de 80 metros. La ubicación de los aerogeneradores evitaría el tramo de Gizaburua a Irukurutzeta donde se ubican los elementos que conforman la estación megalítica y la cumbre de Karakate donde se han identificado los restos de un campamento romano y el área está protegida. La ubicación de las torres generadoras sería en las proximidades de Akilar y Otzoaldasoro afectando un área de 50 hectáreas.